# Сэлажская епархия
Сэлажская епархия (рум. Episcopia Sălajului) — епархия Румынской православной церкви с центром в городе Залэу. Входит в состав Митрополии Клужа, Марамуреша и Сэлажа. Объединяет приходы и монастыри жудеца Сэлаж.
Правящий архиерей — епископ Сэлажский Петроний (Флоря) (с 13 апреля 2008 года).
Приходы епархии разделены на три протопопии (благочиния): Залэу, Шимлеу-Сильванией и Жибоу.
На 2019 год действуют шесть монастырей (Бик, Бобота, Бэлан, Рус, Стрымба, Воеводини) и два скита (Марка и Старчу).

## История
1 октября 2000 года для Орадской епархии Румынской православной церкви был рукоположен викарный архиерей Петроний (Флоря) с титулом «епископ Сэлажский».
18 октября 2007 года состоялась церемония подписания протокола об учреждении Сэлажской православной епархии. 23 октября того же года Священный Синод Румынской православной церкви утвердил создание епархии, в состав которой вошёл жудец Сэлаж. Архиереем новоучреждённой епархии 5 марта 2008 года был избран Петроний (Флоря). 13 апреля того же года он был возведён на кафедру в соборе Вознесения Господня города Залэу.

## Архиереи
Сэлажское викариатство Орадской епархии
- Петроний (Флоря) (1 октября 2000 — 5 марта 2008)

Самостоятельная епархия
- Петроний (Флоря) (5 марта 2008 — 6 февраля 2025)
- Андрей (Андрейкуц) (6 февраля 2025 — 27 марта 2025), в/у, митрополит Клужский
- Венедикт (Веса) (с 27 марта 2025 года)